# C1 Ariete
El C1 Ariete és un tanc produït a Itàlia i és el principal vehicle blindat pesant de l'Exèrcit Italià. El seu nom és un homenatge a la Divisió Blindada Ariete italiana, que va lluitar a la Segona Guerra Mundial. Creat per dotar a l'Exèrcit Italià d'un tanc de nova generació fabricat per la indústria italiana, el vehicle és produït per Fiat Group juntament amb OTO Melara.
Va entrar en servei l'any 1995, reemplaçant als tancs de la generació anterior Leopard 1 i als obsolets M60 Patton. En total se n'han produït 200 unitats i l'únic operador és Itàlia, que va millorar-ne les prestacions defensives després de la Guerra d'Iraq.

## Origen i desenvolupament
Als anys 80, Itàlia es va plantejar la substitució dels tancs que tenia per un vehicle de nova generació i de fabricació nacional. Però a causa del desenvolupament del caçatancs B1 Centauro, que consideraven prioritari, el projecte es va estancar en gran manera. Quan van considerar necessari, definitivament, tenir un nou tanc van establir uns requeriments. Els requeriments, semblants als d'altres tancs de l'època com el Leopard 2 o el M1 Abrams), eren que el tanc tingués un canó de 120 mm, una motor amb una potència de 1300 CV i un blindatge que pogués resistir impactes de projectils de blindats de potència de foc semblant. Arribant a un acord amb la indústria van començar a dissenyar el tanc.

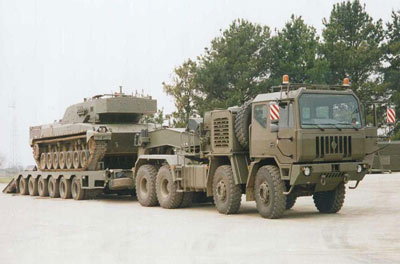
Un C1 Ariete sent desplaçat amb camió.

L'any 1986 es va entregar el primer prototip. Després de dos anys de proves amb 7 prototips més i arribant a realitzar fins a 3000 trets amb el canó, van donar per completades les proves.
El primer C1 Ariete va ser entregat l'any 1995 i se'n va acabar la producció l'agost de 2002, havent-ne fet una producció total de 200 unitats.
Inicialment es tenia prevista una producció total de 700 C1 Ariete en dos lots, un primer de 300 i un segon lot de 400. A causa del col·lapse de la Unió Soviètica i, per tant, de la finalització de la Guerra Freda, la demanda es va reduir a 200 unitats. Això, sumat a la venda en massa de Leopard 1 i la recent aparició del Leopard 2, que complicà la cerca de possibles compradors, va fer que el preu unitari del C1 Ariete fos molt alt per culpa dels costos fixos de desenvolupament.
Que només s'hagi fet una sèrie de tancs C1 Ariete ha fet impossible la implantació d'un sistema de millora contínua, com al cas del M1 Abrams o Leopard 2. I això també és un dels causants del lleuger desfasament que pateix el C1 Ariete respecte d'altres tancs actuals, sobretot en matèria defensiva.

## Característiques

### Blindatge i distribució
El C1 Ariete consta d'una barcassa muntada amb planxes d'acer soldades juntament amb mòduls de blindatge compost a dins. Aquesta combinació permet resistir impactes de projectils de càrrega buida (HEAT). A més a més, a la barcassa, s'hi pot afegir blindatge addicional. A sobre hi ha la torreta centrada al mig del tanc, amb un blindatge igual que el de la barcassa. El motor va situat al darrere del tanc i té dues entrades d'aire al lateral, per refrigeració del motor, i la sortida d'aire està situada a la part superior. Tot això va sobre unes erugues que tenen un tren de rodatge format per set rodes de rodatge, quatre corrons de retorn, una roda motriu i una roda tensora a cada banda.
El blindatge, a més a més, consta d'un reforç a la part frontal per aguantar millor els impactes. També la part superior de la torreta disposa d'un blindatge addicional, un recobriment de material plàstic, per protegir la tripulació de míssils TOW 2 i de projectils explosius perforants.
Després de la Guerra d'Iraq es va reforçar encara més el blindatge al frontal i als laterals, ja que es va comprovar que no resistia tan bé els impactes com el tanc estatunidenc M1 Abrams.
També disposa d'un sistema de defensa NBQ (nuclears, biològics i químics) SP-180 que filtra l'aire i crea una sobrepressió dins l'habitacle de la tripulació. Això, sumat a un detector làser de projectils entrants i un grup de quatre llançagranades GALIX de 80mm a cada costat de la torreta, formen els altres sistemes defensius del C1 Ariete.

### Armament

#### Armament principal
El C1 Ariete pot disparar a blancs parats o en moviment, de dia o de nit, tant si el mateix tanc s'està movent com si no. L'armament principal és un canó Oto Melara de 120 mil·límetres i 44 calibres de longitud (L44), que pot usar la mateixa munició que altres tancs de la seva generació com el M1 Abrams o el Leopard 2. En total el tanc porta 42 projectils pel canó, 15 a la torreta i 27 a la barcassa.

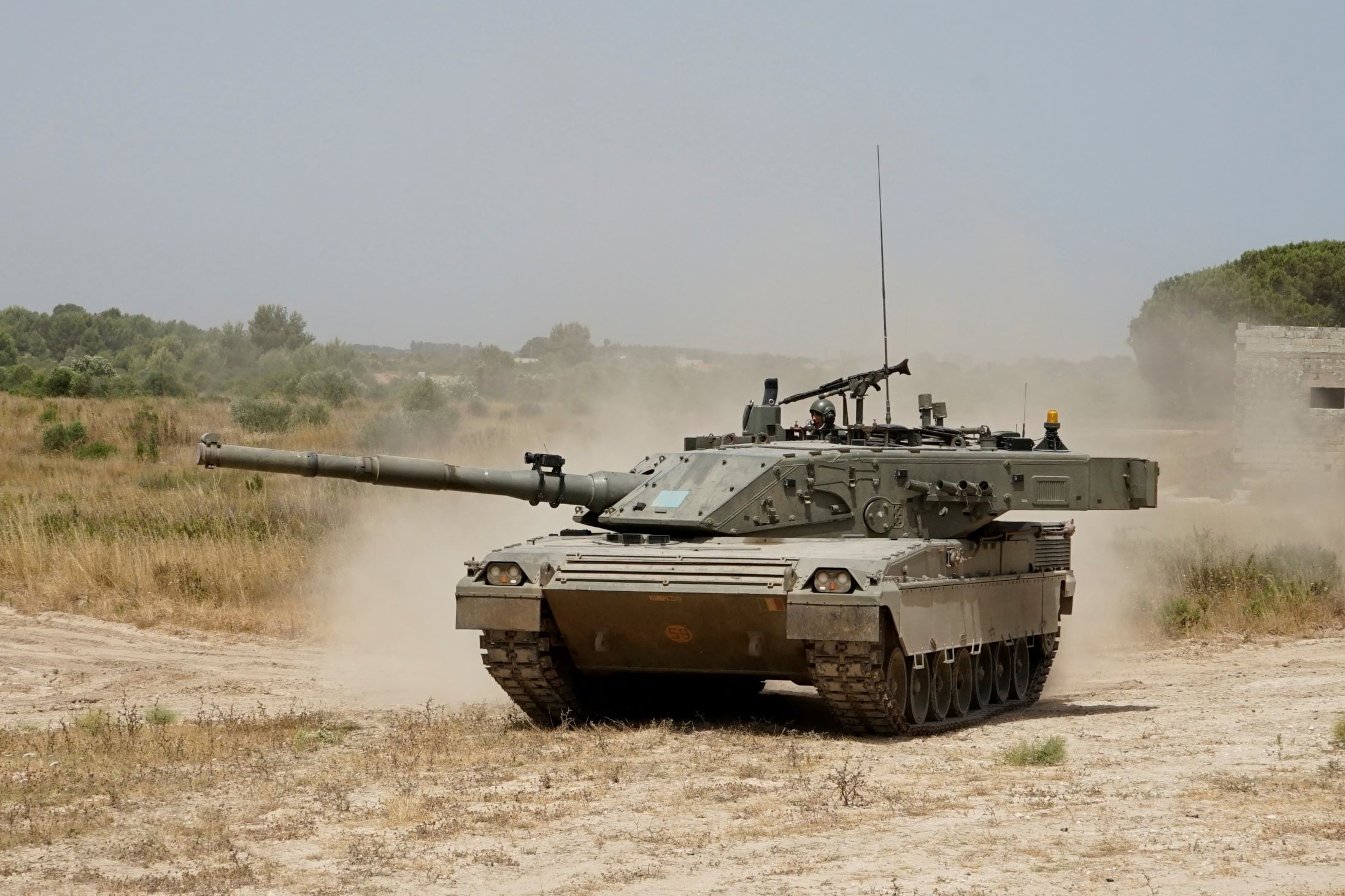
Fotografia d'un tanc C1 Ariete en moviment.

El canó està estabilitzat en dos eixos per un sistema hidràulic i pot disparar tota mena de municions, inclosa la munició APFSDS (armour-piercing fin-stabilised discarding sabot) i càrrega buida (HEAT hig explosive anti-tank).
El tub del canó de 120 mm està equipat amb una camisa tèrmica i un extractor de fums. A més a més, compta amb un sistema MRS (Muzzle Reference System) per verificar el paral·lelisme entre la mira i eix del canó.

#### Armament secundari
L'armament secundari del C1 Ariete és una metralladora estàndard NATO de 7,62 mm que va muntada coaxialment amb el canó. També incorpora una altra metralladora igual però muntada a la part superior de la torreta per poder oferir una lleugera defensa antiaèria. Aquesta darrera metralladora va controlada pel comandant del tanc.
En total el C1 Ariete pot dur fins a 2.500 cartutxos per a les metralladores de 7,62 mm.

### Sistema motor
El sistema motor del C1 Ariete és un motor turbodièsel sobrealimentat IVECO V-12 MTCA, amb dotze cilindres, que lí dona una potència de 1250 CV. Aquest motor està connectat a una transmissió Renk LSG 3000 automàtica amb quatre marxes endavant i dues enrere, de llicència alemanya de la companyia ZF. També incorpora un sistema de direcció i retardador hidràulic.
Aquest motor permet al tanc adquirir velocitats de fins a 65 km/h per carretera i 45 km/h en camp obert.
El grup motor ha estat dissenyat per poder-se extreure com un sol bloc i substituir-se per un altre motor en menys d'una hora. Això fa que sigui fàcil tenir els tancs operatius en el camp de batalla. El compartiment del motor està aïllat de la resta del tanc per una mampara tallafocs, que protegeix la tripulació de qualsevol fuita o avaria que pugui haver-hi.
La suspensió consisteix en barres de torsió reforçades amb amortidors i límits hidràulics. El tren de rodatge suporta unes erugues de mig metre d'ample aproximadament, que impulsen el tanc.

### Equip electrònic i òptic
L'equip òptic del C1 Ariete està constituït per tres periscopis per al conductor del tanc. L'artiller i el comandant disposen, tots dos, d'un visor de punteria independent que els permet adquirir objectius per separat, en el cas de l'artiller aquest incorpora una càmera tèrmica per situacions atmosfèriques adverses. A part, el comandant disposa d'un periscopi panoràmic binocular SFIM SP-T694 estabilitzat sobre els eixos que gira de manera independent a la torreta.

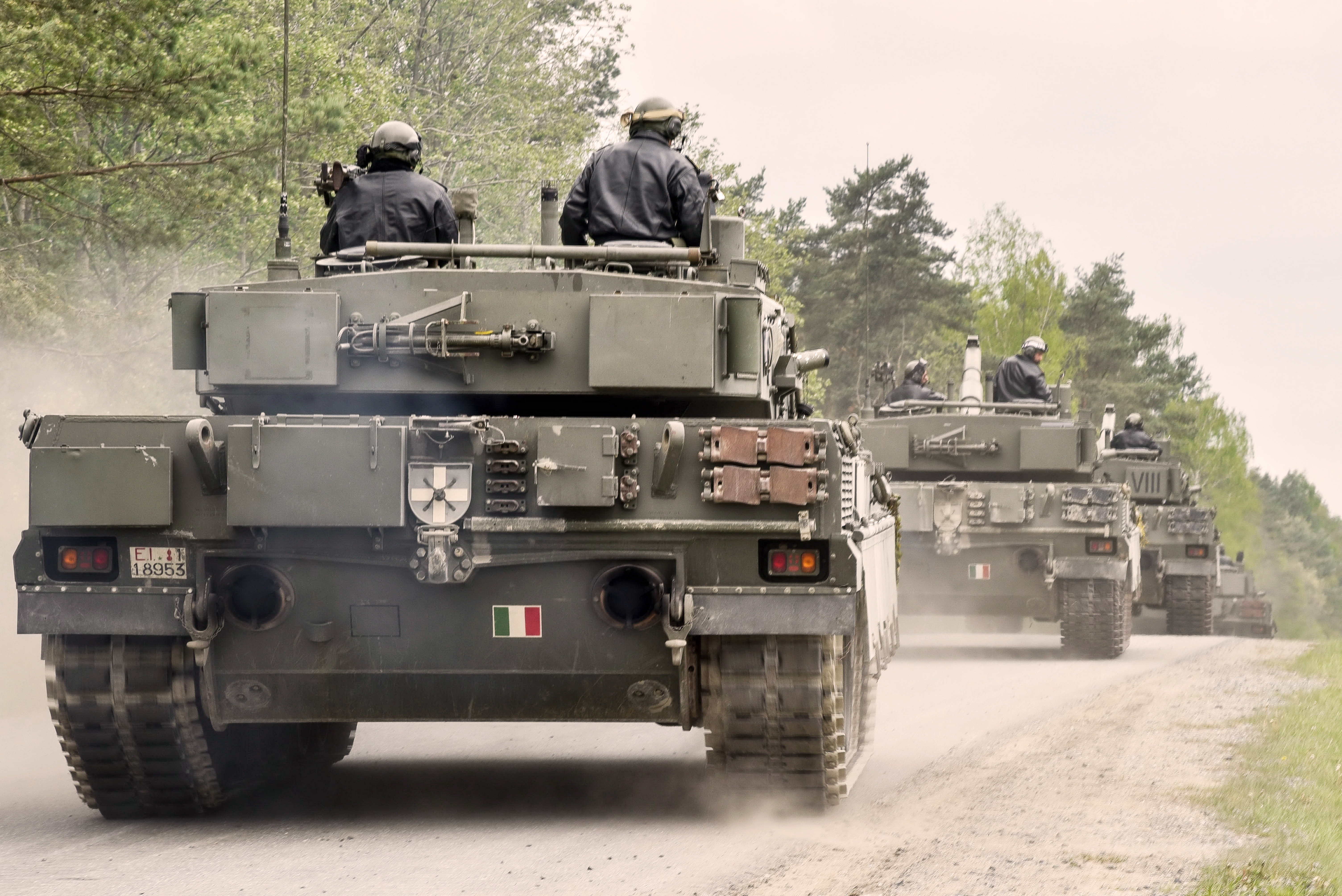
Vista des del darrere d'un tanc C1 Ariete. A la foto es pot apreciar un petit escut amb una creu blanca. Aquest element és un dispositiu òptic que serveix per mantenir la distància de seguretat entre vehicles. A la seva dreta també s'hi pot veure el telèfon de contacte amb la infanteria

Els visors estan vinculats a una calculadora balística que mitjançant diversos paràmetres (estat del canó, condicions meteorològiques, inclinació del vehicle...) posiciona el canó per realitzar el tir. A més a més, l'artiller disposa d'un telèmetre làser per mesurar les distàncies entre l'objectiu i el tanc.
Tots els periscopis i visors disposen d'un filtre per evitar que els tripulants quedin encegats per culpa d'emissions làser o per explosions lluminoses. A més a més, el periscopi central del conductor disposa d'unes ulleres de visió nocturna amb intensificador de llum, del qual el comandant també en pot aprofitar-se mitjançant una pantalla on hi veu aquest periscopi central.

## Modificacions
De moment no s'han desenvolupat noves versions del C1 Centauro. L'única modificació que se li ha aplicat és una millora del blindatge addicional als laterals i a la part frontal del cos del tanc i de la torreta. Aquesta millora es va aplicar durant l'experiència italiana a la Guerra d'Iraq.
Tot i així, s'han realitzat estudis pensant en l'evolució i la modernització del C1 Ariete. Quan arribi a la meitat del seu cicle de vida està previst millorar el tanc substituint el motor per un model de 1600 CV, un nou blindatge modular i la instal·lació d'un sistema millorat de comandament i control denominat SICCONA.
Des de fa anys també hi ha dissenyada una segona versió del C1 Ariete, que canvia el canó manual per un d'automàtic amb una direcció de tir més avançada. Tot i així, no està previst d'iniciar la producció d'aquest model.

## Operadors
- Itàlia - 200
  - 20° Batalló de tancs "M.O. Pentimalli", 4° Regiment de tancs de Bellinzago Novarese (NO), 41 C1 Ariete
  - 3° Batalló de tancs "M.O. Galas", 32° Regiment de tancs de Tauriano (PN), 41 C1 Ariete
  - 8° Batalló de tancs "M.O. Secchiaroli", 132° Regiment de tancs de Cordenòns (PN), 41 C1 Ariete
  - 31° Batalló de tancs "M.O. Andreani", 131° Regiment de tancs de Persano (SA), 41 C1 Ariete
  - 36 C1 Ariete per entrenament.